# Mariko (inslagkrater)
Mariko is een inslagkrater op Venus. Mariko werd in 1997 genoemd naar de Japanse voornaam Mariko.
De krater heeft een diameter van 12,9 kilometer en bevindt zich in het zuiden van het quadrangle Thetis Regio (V-36), ten oosten van de inslagkrater Badarzewska.